# Parafia Przemienienia Pańskiego w Grabowie Szlacheckim
Parafia Przemienienia Pańskiego – parafia rzymskokatolicka w Grabów Szlacheckim.
Parafia została erygowana 1 lipca 2014 r.
Terytorium parafii obejmuje tylko Grabów Szlachecki.